# كلود دانبوري
كلود دانبوري (Claude Dambury) (مواليد 30 يوليو 1971)، هو لاعب كرة قدم سابق كان يلعب كمدافع. يلعب مع منتخب غويانا الفرنسية لكرة القدم منذ عام 2008.

## وصلات خارجية
- كلود دانبوري على موقع رابطة كرة القدم اليابانية للمحترفين (اليابانية)
- كلود دانبوري على موقع قاعدة بيانات كرة القدم.إي يو (الإنجليزية)
- كلود دانبوري على موقع ناشيونال فوتبول تيمز (الإنجليزية)
- كلود دانبوري على موقع عالم كرة القدم.نت (الإنجليزية)

- National Football Teams